# La puta respetuosa
La puta respetuosa, también traducida al castellano como La mujerzuela respetuosa, La prostituta respetuosa y La ramera respetuosa (La putain respectueuse, en su título original) es una obra de teatro en un acto, dividido en dos cuadros del dramaturgo francés Jean-Paul Sartre, estrenada en 1946.

## Argumentos
Ambientada en un pueblo del Sur de los Estados Unidos, la obra narra, en tono de crítica social, la lucha interna de la prostituta Lizzie, testigo accidental de un crimen cometido por un honorable miembro blanco de la comunidad. La prostituta recibe fuertes presiones para culpar, a modo de chivo expiatorio, a un negro del que nadie se preocupa.

## Representaciones destacadas
- Teatro Antoine, París. 8 de noviembre de 1946. Estreno.
  - Dirección Julien Bertheau.
  - Intérpretes: Héléna Bossis (Lizzie), Yves Vincent, Robert Moor, Habib Benglia, Roland Bailly, Maïk, Eugène Durand, Michel Jourdan, Claude Régy.

- Selwyn Theatre, Broadway, Nueva York, 1949.
  - Dirección: Loy Nilson.
  - Intérpretes: Elizabeth Dillon (Lizzie McKaye), Casey Allen, Richard Earle, Alfred Garr.

- Teatro Poliorama, Barcelona, 1967. Estreno en España, bajo el título de La respetuosa.[2]
  - Traducción: Alfonso Sastre.
  - Dirección: Adolfo Marsillach.
  - Intérpretes: Nuria Espert (Lizzie), Adolfo Marsillach, Fernando Guillén, José Vivó, Gemma Cuervo.

## Adaptación
Existe una versión cinematográfica, rodada en 1952 por Charles Brabant y Marcello Pagliero.